# خان جلیمدون
خان جلیمدون (به عربی: خان جلیمدون) یک روستا در سوریه است که در ناحیه جب رمله واقع شده‌است. خان جلیمدون ۶۹ نفر جمعیت دارد.